# 杭义洪
杭义洪（1962年7月—），男，汉族，研究员，高级工程师，中国共产党党员。曾任北京应用物理与计算数学研究所（又称中国工程物理研究院第九研究所）党委书记、副所长，中国工程物理研究院党委常委、副院长。2015年9月，出任中国工程物理研究院党委书记。2021年4月23日，入选中国工程院2021年院士增选有效候选人名单（能源与矿业工程学部）。
是中国共产党第十九次全国代表大会四川省代表。2017年10月，中国共产党第十九次全国代表大会上当选中国共产党第十九届中央委员会候补委员。此外他还担任中国共产党四川省第十一届委员会委员。